# Uromyces abbreviatus
Uromyces abbreviatus ist eine Ständerpilzart aus der Ordnung der Rostpilze (Pucciniales). Der Pilz ist ein Endoparasit der Hülsenfrüchtlergattung Psoralea. Symptome des Befalls durch die Art sind Rostflecken und Pusteln auf den Blattoberflächen der Wirtspflanzen. Sie ist in Mittelamerika verbreitet.

## Merkmale

### Makroskopische Merkmale
Uromyces abbreviatus ist mit bloßem Auge nur anhand der auf der Oberfläche des Wirtes hervortretenden Sporenlager zu erkennen. Sie wachsen in Nestern, die als gelbliche bis braune Flecken und Pusteln auf den Blattoberflächen erscheinen.

### Mikroskopische Merkmale
Das Myzel von Uromyces abbreviatus wächst wie bei allen Uromyces-Arten interzellulär und bildet Saugfäden, die in das Speichergewebe des Wirtes wachsen. Die Spermogonien der Art wachsen unterseitig auf den Wirtsblättern. Die Aecien der Art und ihre Aeciosporen sind unbekannt. Uredien werden anscheinend nicht ausgebildet. Die meist blattunterseitig in dichten Gruppen wachsenden Telien der Art sind schokoladenbraun und unbedeckt. Die klar kastanienbraunen Teliosporen sind einzellig, in der Regel eiförmig bis breitellipsoid, warzig und meist 28–36 × 22–27 µm groß. Ihre Stiele sind hyalin.

## Verbreitung
Das bekannte Verbreitungsgebiet von Uromyces abbreviatus reicht vom südlichen Mexiko bis nach Costa Rica und Guatemala.

## Ökologie
Die Wirtspflanzen von Uromyces abbreviatus sind Psoralea physoides und Psoralea purshii. Der Pilz ernährt sich von den im Speichergewebe der Pflanzen vorhandenen Nährstoffen, seine Sporenlager brechen später durch die Blattoberfläche und setzen Sporen frei. Die Art durchläuft einen wahrscheinlich mikrozyklischen Entwicklungszyklus mit Spermogonien, Aecien und Telien und macht keinen Wirtswechsel durch.